# 14 př. n. l.

## Události
- vypukla tzv. Panonská válka (14 př. n. l. – 9 př. n. l.)

## Narození
- Agrippina starší (14 př. n. l. – 33 n. l.), římská patricijka, manželka Germanikova

## Úmrtí
- Lucius Varius Rufus (někdy se udává 15 př. n. l.), římský epický a tragický básník (* pravděpodobně 74 př. n. l., někdy se udává 70 př. n. l.)

## Hlavy států
- Římské impérium – Augustus (27 př. n. l. – 14)
- Parthská říše – Fraatés IV. (38 – 2 př. n. l.)
- Čína – Čcheng-ti (dynastie Západní Chan)